# Trolejbusy w Winterthur

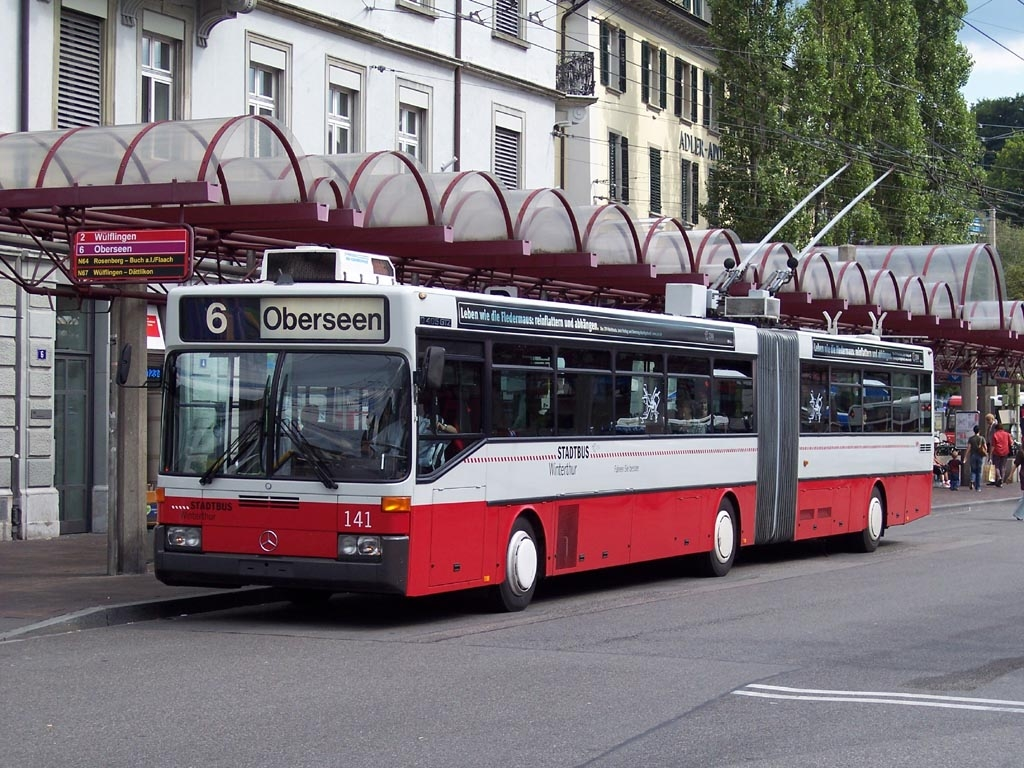
Trolejbus Mercedes Benz O 405 GTZ

Trolejbusy w Winterthur − system komunikacji trolejbusowej działający w szwajcarskim mieście Winterthur.

## Historia
Pierwsze trolejbusy uruchomiono 28 grudnia 1938 na trasie do Wülflingen. 24 lipca 1941 zastąpiono trolejbusami linię tramwajową do Seen. 26 kwietnia 1948 zastąpiono linię autobusową do Rosenberg. W 1951 zastąpiono trolejbusami dwie linie tramwajowe:
- 6 października do Oberwinterthur, którą przedłużono do Zinzikon
- 3 listopada do Töss

16 czerwca 1982 otwarto nową linię trolejbusową do Oberwinterthur, oraz do Wallrüti. 26 października 1991 uruchomiono linię trolejbusową Hauptbahnhof–Grüzefeld–Etzberg–Oberseen.

## Linie
Obecnie sieć trolejbusowa składa się z trzech linii:
- 1: Töss − Oberwinterthur
- 2: Seen − Wülflingen
- 3: Rosenberg − Oberseen

## Tabor
W 1957 zakupiono pięć przegubowych trolejbusów, uruchomiono je w 1959. W 1997 sprzedano kilka trolejbusów do rumuńskiego miasta Timișoara. Kolejne trolejbusy sprzedano w 1998 do bułgarskiego miasta Ruse, a rok później do Burgas. W marcu 2004 podpisano umowę z firmą Solaris Bus & Coach na dostawę 10 przegubowych trolejbusów. W listopadzie dotarł pierwszy z 10 zamówionych trolejbusów. Do końca 2005 dostarczono wszystkie trolejbusy, otrzymały one nr od 171 do 180. Zastąpiły one trolejbusy Saurer o nr 122-131. W najbliższym czasie planowane jest zastąpienie trolejbusów Mercedes-Benz O405GTZ nowymi. Obecnie w eksploatacji znajdują się: Mercedes Benz O 405 GTZ - 2 sztuki, Solaris Trollino 18 - 10 sztuk i od 2010 HESS SWISSTROLLEY 3 - 21 sztuk.